# A Nova Democracia
A Nova Democracia, ou simplesmente AND, é um jornal político brasileiro fundado em julho de 2002, no bairro de Copacabana, na cidade do Rio de Janeiro. Possui tiragem impressa e bimestral em todo o país e, em sua versão digital, funciona como um portal de notícias e análises políticas diárias.

## Conteúdo
Possui dezenas de seções temáticas entre suas versões vendidas nas bancas e disponíveis na internet, entre as quais se destacam Luta pela Terra, Povos Indígenas, Nova Cultura, América Latina, Lutas de Libertação Nacional, Presos Políticos, Guerra Popular e Revolução Agrária. Estas últimas fizeram com que o jornal se tornasse, principalmente nos meios da esquerda política, a principal referência em informações sobre os processos revolucionários em curso por partidos comunistas na Índia, na Turquia, no Peru e nas Filipinas. Também é conhecido por dar ampla divulgação às ações do movimento camponês da Liga dos Camponeses Pobres em áreas de conflitos agrários, e por coberturas de violações de direitos em protestos e em ações do Estado, como incursões bélicas em favelas, em especial no Rio de Janeiro, onde se tornou referência em ciberativismo.
Conta ainda com vasta produção de mídia ao longo de quase duas décadas de existência, tendo atuado inclusive em produções literárias e filmográficas, entre curtas e longa-metragens.

## Polêmicas
Em outubro de 2019, o veículo foi listado como organizador de um evento na Universidade Estadual do Rio de Janeiro (UERJ) em que militantes de movimentos sociais e intelectuais, entre os quais um representante da Liga dos Camponeses Pobres (LCP) e o filósofo Vladimir Safatle teriam feito a defesa de uma insurreição violenta como enfrentamento à crise econômica e política no Brasil.
No mês de agosto de 2020, sua sede, à época no bairro de São Cristóvão, foi alvo de empastelamento junto a outros dois periódicos do espectro político de esquerda: o portal Ponte Jornalismo e o jornal Diário da Causa Operária. Enquanto os dois últimos sofreram ataques virtuais, o AND teve parte de sua infraestrutura física de TI destruída.

## História

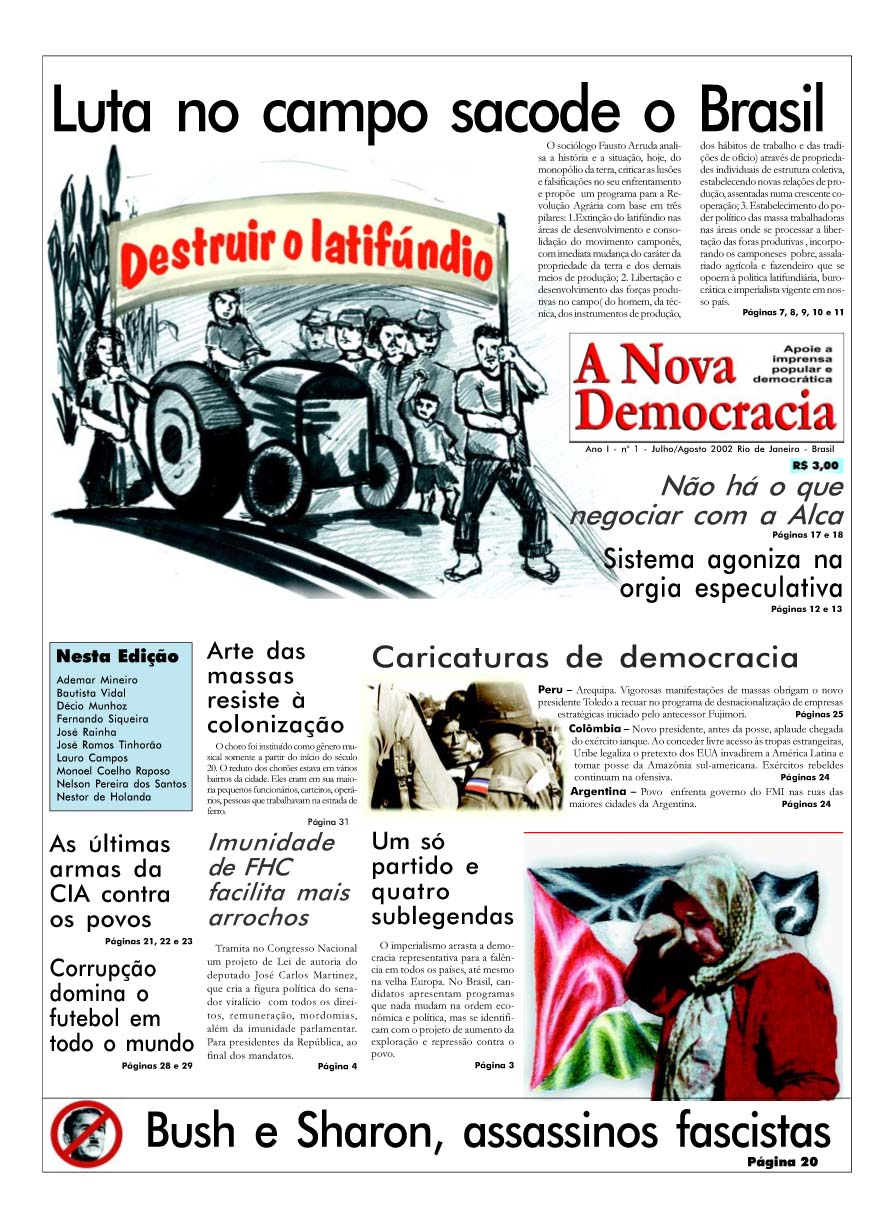
Edição Nº 1 e o primeiro layout do jornal (2002)

Com a sua primeira edição tendo sido lançada na quinzena entre os meses de julho e agosto de 2002, o A Nova Democracia se estabeleceu como veículo de imprensa mantido de forma independente, chegando a mudar o local de sua sede inicial do bairro de Copacabana para o bairro de São Cristóvão, na Zona Norte do Rio, e sustentando-se assim sem qualquer vinculações diretas a centrais sindicais, ONGs ou partidos políticos. Até os dias atuais, opera com recursos advindos de vendas, assinaturas e de comitês de apoio.

## Orientação política
Sua linha editorial se autoproclama como democrática, popular, nacional e anti-imperialista. Por não possuir vinculação à partidos políticos e se posicionar de forma radical á institucionalidade, o A Nova Democracia também é fortemente associado ao movimento de boicote às eleições parlamentares.

## Colaboradores de destaque
- Alípio de Freitas (Conselho Editorial)[20][21]
- Adriano Benayon do Amaral[22][23]
- José Ramos Tinhorão (Conselho Editorial)[24]
- José Walter Bautista Vidal[25]
- Ronaldo Schlichting[26]
- Rosana Bond (Conselho Editorial; ex-Editora-chefe)[27][28]
- Vera Malaguti Batista[29]
- João Carvalho (Conselho Editorial) [30]